# Salone internazionale dell'automobile d'Australia

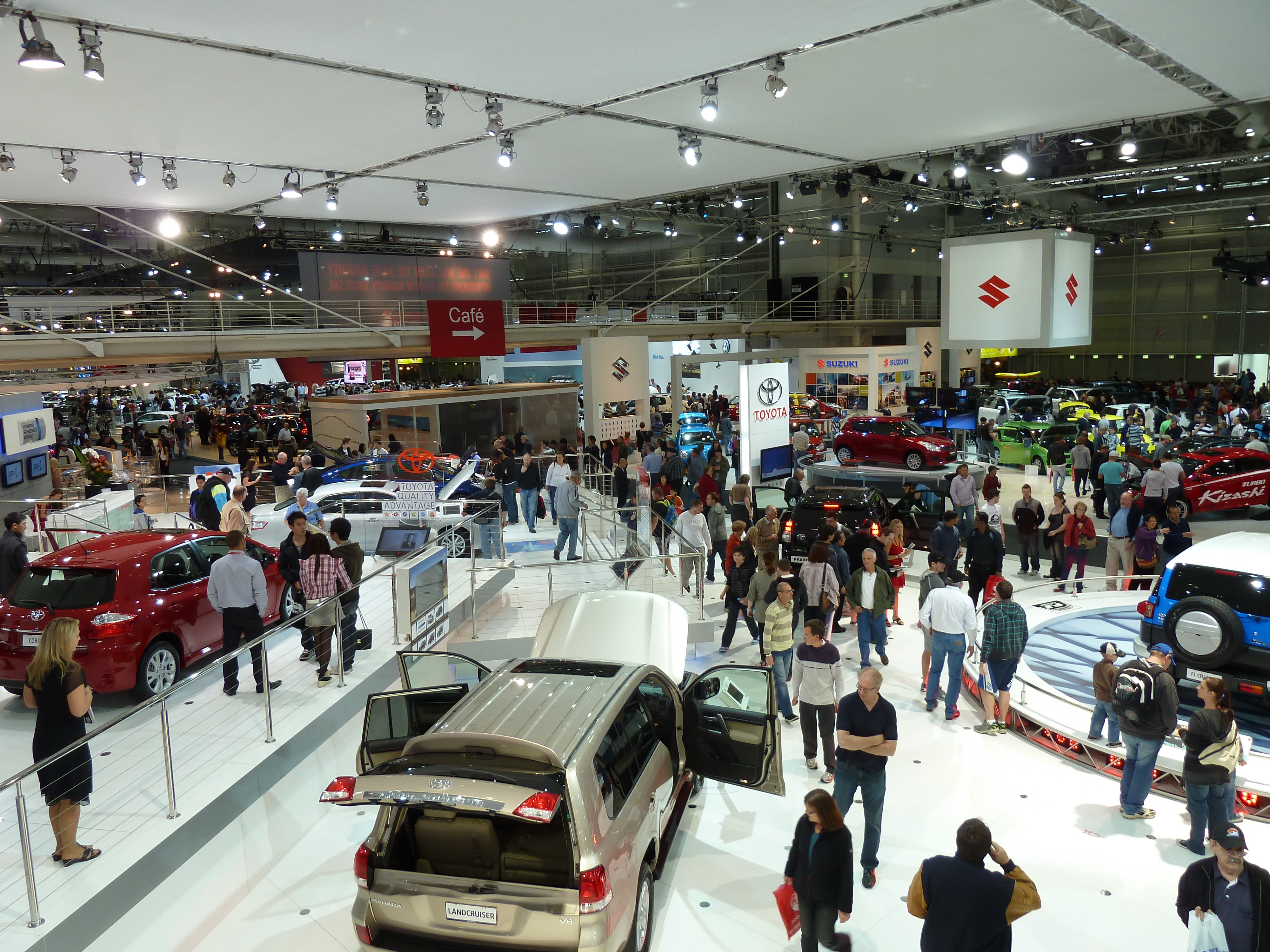
Il salone dell’automobile nel 2010

Il Salone internazionale dell'automobile d'Australia (in inglese Australian International Motor Show) è un salone dell'automobile che si svolge ogni anno a luglio o ottobre nella nazione oceanica. Dal 2010 è programmato alternativamente a Sydney e Melbourne. Precedentemente invece era organizzato annualmente in entrambe le città; l'avvenimento di Melbourne era conosciuto come Melbourne International Motor Show (cioè, in inglese, “salone internazionale dell'automobile di Melbourne”), mentre Sydney ospitava l’Australian International Motor Show (denominato fino al 2004 Sydney Motor Show, cioè “salone dell'automobile di Sydney”).

## Storia
Il Melbourne International Motor Show è stato organizzato dal 1925 al 2009, ed è stato il salone dell'automobile programmato per più tempo in Australia.
Il salone dell'automobile di Sydney era originariamente chiamato Sydney Motor Show, ma nel 2004 assunse la denominazione di Australian International Motor Show (AIMS). Il nome cambiò perché il profilo dell'evento assunse valenza internazionale, dato che con il passare del tempo la manifestazione diventò uno tra i dieci maggiori saloni dell'automobile del mondo. L’Australian International Motor Show continuò a essere organizzato annualmente a Sydney fino al 2008, quando la crisi finanziaria mondiale che ebbe inizio nello stesso anno portò la cancellazione dell'edizione successiva dell'evento.
Prima della programmazione del salone di Sydney del 2008, l'organizzatore dell'AIMS, cioè il Federal Chamber of Automotive Industries (FCAI, in inglese “Camera federale dell'industria automobilistica”) e quello del Melbourne International Motor Show, vale a dire il Victorian Automobile Chamber of Commerce (VACC, in inglese “Camera di commercio dell'automobile dello Stato di Vittoria”), intavolarono una discussione che verteva sulla preparazione di un unico salone dell'automobile che si sarebbe dovuto tenere alternativamente a Sydney e Melbourne. Il 3 febbraio 2009 venne annunciato che le due organizzazioni avevano trovato l'accordo per formare una joint venture che organizzasse un salone dell'automobile annuale che si sarebbe alternato, biennalmente, tra Melbourne e Sydney, incominciando nel 2010 da quest'ultima città. In questa joint venture, sia il salone di Sydney sia quello di Melbourne avrebbero utilizzato la denominazione del primo, cioè Australian International Motor Show (AIMS).

### Sydney
Il salone dell'automobile di Sydney è stato organizzato al Sydney Showground di Moore Park, sobborgo di Sydney, fino al 1987. Dal 1988 il salone venne programmato al Sydney Convention and Exhibition Centre del Darling Harbour. Il primo evento nato dalla joint venture delle due organizzazioni ebbe luogo dal 15 al 24 ottobre 2010.

### Melbourne
Il primo salone dell'automobile di Melbourne è stato organizzato il 30 aprile 1925. Fino al 1996 era programmato al Royal Exhibition Building, per poi essere spostato al Melbourne Exhibition Centre a Southbank. Quella del 2009 fu l'ultima edizione a essere denominata Melbourne International Motor Show e a venire organizzata in marzo. Dal 2011 il salone è stato programmato in luglio.

Il Melbourne International Motor Show nel 2008